# Подземен паяк
Подземните паяци (Micaria formicaria) са вид паякообразни от семейство Gnaphosidae.
Таксонът е описан за пръв път от Карл Якоб Сундевал през 1831 година.